# Ломна
Ломна — речка в Шумячском районе Смоленской области России, правый приток Немки.
Длина реки составляет 8,7 километра.
Начинается на высоте примерно 184 м над уровнем моря между урочищами Замостье и Болото Коровское юго-восточнее Большой Буды. Течёт на север через деревни Большая Буда и Селюты. Впадает в Ломну на высоте 173 м над уровнем моря в 19 км от её устья, к северо-востоку от Селют.
Принимает два притока общей длиной 2 км.